# Klas Fåhraeus
Klas Walter Fåhræus, född 1 december 1863 i Göteborg, död 19 februari 1944, var en svensk konstskribent och konstsamlare. 

## Familj

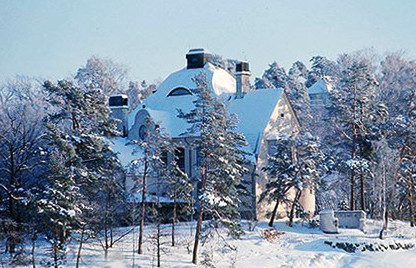
Villa Fåhraeus, Saltsjöbaden.

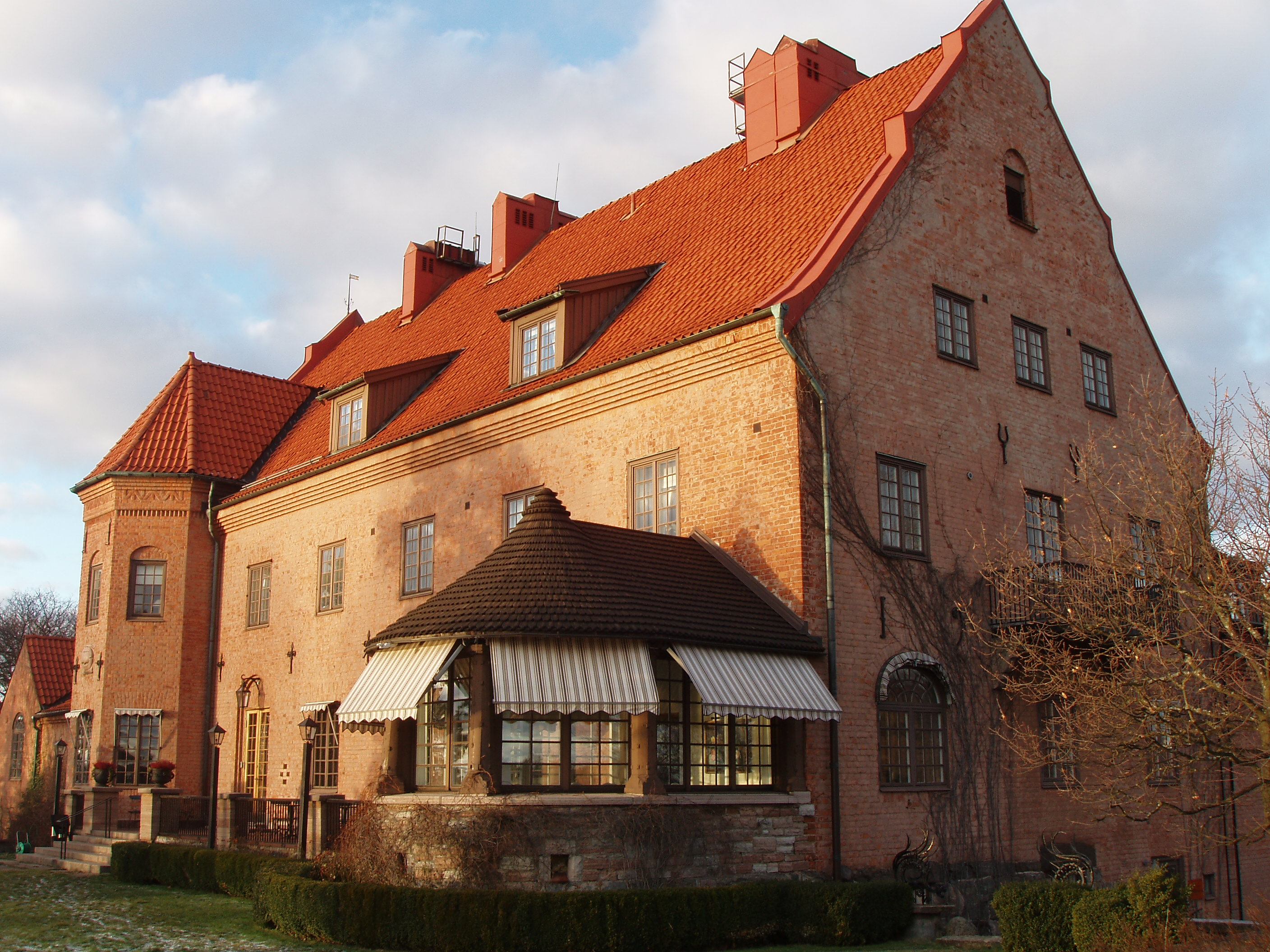
Villa Fåhraeus, Lidingö.

Klas Fåhræus var son till direktören och stadsfullmäktigeledamoten i Göteborg, Eskil Sanno Fåhraeus (1817–1900) och Ebba Maximiliana Prytz (f. 1824). Fadern var också en inbiten samlare och hade vid sin bortgång Sveriges största och dyrbaraste tallrikssamling.
Klas Fåhræus gifte sig 1887 med skådespelerskan Olga Björkegren (1857-1950).
Barn med Olga Björkegren:
1. Eskil Birger Fåhraeus
2. Gunnar Fåhraeus
3. Robin Fåhraeus (1888-1968), läkare och professor vid Uppsala universitet
4. Inger Fåhraeus

## Biografi

### Avbrutna universitetsstudier
Vid unga år studerade Klas Fåhræus humaniora i Uppsala men lämnade utbildningen då han hade blivit ovän med professorn i logik och metafysik, Sigurd Ribbing. Professor Ribbing hade för vana att utan motivering ofta utebli från uppgjorda tentamenstillfällen med sina studenter, något som Fåhræus också råkade ut för vid ett par tillfällen. Vid det sista tillfället hade Ribbing lovat att hålla tentamen på överenskommen tid "så vitt jag ännu är i livet". När Ribbing uteblev även denna gång skickade Fåhræus en begravningskrans till Ribbings hustru. Fåhræus lämnade därefter studierna i Uppsala och tog aldrig någon examen.[källa behövs]

### Mötet med tidens oppositionella konstnärselit i Paris
Efter att han lämnat den akademiska världen bakom sig tillbringade han flera år utomlands, bland annat hos den nordiska konstnärskolonin i Grez-sur-Loing söder om Paris som han sökt sig till i avsikt att söka upp August Strindberg för att få diskutera tidens frågor. Han umgicks en hel del med Strindberg, som till en början var mycket skeptisk till Fåhraeus. I ett brev till Carl Larsson kallade Strindberg honom för en "reptilyngling". Strindberg skrev vidare, att "Fåhraeus var rojalist, idealist, moralist, brackiot, aristokrat, emancipatör, och fan vet allt". Fåhraeus lånade vid ett tillfälle ut en stor summa pengar till August Strindberg, som denne betalade tillbaka efter 20 år med ett följebrev där han skrev: "men jag kan ingen ränta betala, och det begär du inte, fastän rentier. Tack för lånet, och för att du aldrig lät mig känna det tryckande!".
I Grèz-sur-Loing blev Fåhræus också bekant med konstnärer som Carl Larsson, Karl Nordström, Oscar Björck och Richard Bergh och förmodligen också Nils Kreuger som var i Frankrike under åren 1881 till 1887. Karl Nordström, som målade ett porträtt av Fåhræus, ansåg att "Fåhraeus var en hygglig pojke som diskuterade övertygande mot Strindbergs socialistiska idéer".

### Tillbaka till Sverige
Tillbaka i Sverige skrev Fåhræus en bok om den oppositionelle 1700-talsförfattaren Thomas Thorild och kastade sig in i den egna tidens kulturdebatt med skriften "Perpetuum immobile" där han gick till angrepp mot både Konstakademien och Svenska Akademien. Han skrev vidare ett stort antal artiklar i kulturskriften Ord&Bild. Flera av dessa artiklar gavs också ut i bokform. 
Fåhræus var inte rädd för att offentligt analysera en rad av tidens aktuella konstnärer som exempelvis Carl Milles som han kallade "ett storvulet skötebarn av sin tid". Om Anders Zorn skrev han bland annat - "i sin livsåskådning var han fången i en sensualism som tillbommade hans själs fönster mot högre vyer... men genom styrkan i hans grepp på sinnevärlden... kommer han utan tvivel att behålla sin rang som en av stormännen i den nordiska renässansen".

### Egna konstverk
Fåhræus gjorde också några enstaka försök att måla själv, men hans verk rönte aldrig någon större uppmärksamhet. Han blev mest känd som en framträdande skribent inom konst och som samlare av konst. Hans stora insats i konstvärlden anses vara hans känsla för tidens nya strömningar inom konstvärlden. Fåhraeus var under en tid kandidat till chef för Nationalmuseum i samband med att han under ett år var ledamot av museets inköpsnämnd.

### Villa Högberga
Omkring 1907–1908 i samband med att Lidingö villastäder byggdes upp, köpte paret Fåhræus en tomt i Högberga på Lidingö, Högberga gård, där de under åren 1909–11 lät uppföra Villa Högberga, som skulle fungera som kombinerat konstgalleri och bostad. Efter några år kom deras bostad att innehålla en av den tidens största och dyrbaraste konstsamlingar i Sverige.
Klas och Olga Fåhræus ingick i den så kallade "juntan" som var en grupp framstående personer inom den svenska kultureliten som träffades regelbundet. Juntan finns förevigad på Hanna Paulis målning Vänner.
I samband med Fåhræus 60-årsdag 1923 skrev Georg Pauli (gift med Hanna Pauli) i tidningen Hvar 8 dag en lovprisande artikel om Fåhraeus;
"Liksom bildning är vad som återstår när man glömt det man lärt, så är det verkligt konstnärliga icke i tingen men i oss själva, och Klas Fåhræus vore det han är om han stode på bar backe utan tavlor, utan marmor och bronser utan palats, utan terrass".

## Slutet
I slutet av 1920-talet nådde den världsomfattande lågkonjunkturen även Sverige med snabbt fallande aktiekurser och en svår ekonomisk kris. Fåhræus hade stora aktieinnehav i en rad tidigt etablerade Lidingöföretag, bland annat i Östra Lidingös fastighetsbolag AB och i Thulins flygplansfabrik, som båda gick i konkurs. Han hade även stora aktieinnehav i AGA (etablerat på Lidingö 1910-11) och Ljungströms Ångturbin, där han också satt med i styrelsen i båda företagen. Företagens aktier föll kraftigt vilket sammantaget med konkurserna resulterade i att hans privatekonomi kom i en svår kris. Han tvingades sälja 300 av sina dyrbaraste konstverk som han förvarade i sitt galleri i Villa Högberga. Några av de svenska konstverken köptes in av Nationalmuseum men merparten såldes till utländska köpare. 
Fåhræus tvingades så småningom också sälja Villa Högberga, varvid familjen flyttade ut till en mindre villa i Äppelviken. Fåhræus fortsatte dock att verka inom konstvärlden som skribent och arbetade som ordförande i Eva Bonniers donationsnämnd.
Den sista tiden av sin levnad bodde Fåhræus och hans fru Olga i Uppsala. Hon avled sex år efter sin make.

### Fotnoter
1. 1 2 3 4 5 6 7 8  Svenskt biografiskt lexikon, Svenskt Biografiskt Lexikon-ID: 14604, läst: 9 oktober 2017.[källa från Wikidata]
2. ↑  Fåhraeus, Klas, Svenskagravar.se, läs online, läst: 17 februari 2025.[källa från Wikidata]
3. 1 2 3 4  Svenskt Biografiskt Lexikon-ID: 14600, läst: 16 augusti 2021.[källa från Wikidata]
4. ↑  Klas Fåhraeus om Gösta von Hennigs, Ord&Bild, 1912.
5. ↑  Klas Fåhraeus om Karl Isakson, Ord&Bild, 1922.
6. ↑  Libris
7. ↑  Libris
8. ↑  Libris
9. ↑  Libris
10. ↑  Libris
11. ↑  Libris
12. ↑  Libris
13. ↑  Libris